# 이토요 마리에
이토요 마리에(일본어: 飯豊 まりえ)는 일본의 모델, 배우이다.

## 출연 작품

### 영화
- 수전전대 쿄류저 vs. 고버스터즈 공룡대결전 안녕히 영원한 친구여 - 야요이 우르쉐이드 / 쿄류바이올렛 역
- 열차전대 토큐저 VS 쿄류저 THE MOVIE - 야요이 우르쉐이드 / 쿄류바이올렛 역
- 키시베 로한 루브르에 가다 - 이즈미 쿄카 역

### 극장판 애니메이션
- 여름을 향한 터널, 이별의 출구 - 하나시로 안즈 역

### 텔레비전
- 2013년 ~ 2014년 수전전대 쿄류저 - 야요이 우르쉐이드 / 쿄류바이올렛 역